# Leutersdorf (Sasko)
Leutersdorf (hornolužickosrbsky Lutarjecy) je obec v Horní Lužici v německé spolkové zemi Sasko. Nachází se v zemském okrese Zhořelec a má přibližně 3 400 obyvatel. Leží přímo na hranicích s Českou republikou u českého města Varnsdorf.

## Historie

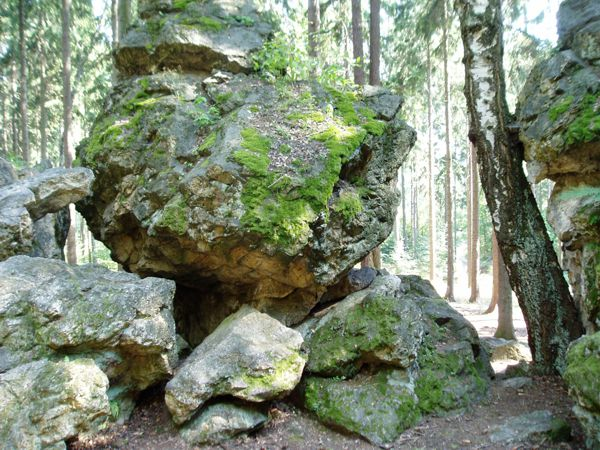
Skála Weisser Stein ve Spitzkunnersdorfu před vchodem do "Karáskovy jeskyně" (Karaseckhöhle)

Část dnešního území obce bylo až do roku 1848 českou enklávou v saském území.
V okolí obce působila koncem 18. století loupežnická banda Jana Karáska.

## Části obce
- Folge
- Hetzwalde
- Leutersdorf
- Neuwalde
- Sorge
- Spitzkunnersdorf

## Pamětihodnosti
- kostel Nanebevzetí Panny Marie – římskokatolický, novogotická stavba z let 1860–1862
- Kristův kostel – evangelicko-luterský, novogotická stavba z roku 1865

## Osobnosti
- Anton Dreyssig (1774–1815), varhaník a sbormistr v Drážďanech
- Jonathan Christoph Berthold (1787–1864), lékař, první homeopat v Horní Lužici
- Johannes Herz (1877–1960), luterský teolog a farář
- Aloys Scholze (1893–1942), katolický farář v Leutersdorfu, usmrcený v koncentračním táboře Dachau
- Walter Brödel (1911–1997), matematik
- Siegfried Pilz (1925–2011), umělecký cyklista
- Hans Schiller (1928–2000), básník
- Joachim Gocht (1935–2008), jazzový hudebník
- Günter Gocht (* 1938), jazzový hudebník
- Winfried Pilz (1940–2019), katolický kněz a autor duchovních písní
- Konrad Beyreuther (* 1941), profesor molekulární biologie